# 샤도우체이서
《샤도우체이서》(영어: Project Shadowchaser 혹은 영어: Shadowchaser, 영어: Project: Shadowchaser)는 미국에서 제작된 1992년 SF 액션 영화이다. 존 에어스가 연출과 제작을 맡았다. 프랭크 재거리노, 메그 포스터, 조스 애클런드, 폴 코슬로, 마틴 코브 등이 출연하였다. 샤도우체이서 영화 시리즈 중 첫 번째 작품이다.

## 출연
- 프랭크 재거리노
- 메그 포스터
- 조스 애클런드
- 폴 코슬로
- 마틴 코브

## 기타 제작진
- 협력 제작: 로버트 리
- 미술: 마크 해리스

## 같이 보기
- 샤도우체이서 2
- 샤도우체이서 3
- 샤도우체이서 4